# نويليس سوس بيلون
نويليس سوس بيلون (بالفرنسية: Noyelles-sous-Bellonne)‏ هي بلدية تقع في إقليم باد كاليه من منطقة نور با دو كاليه في شمال فرنسا. تبلغ مساحة هذه المدينة 4.21 (كم²)، وترتفع عن سطح البحر 40 م، يبلغ عدد سكانها 725 نسمة حسب إحصاء المعهد الوطني للإحصاء والدراسات الاقتصادية سنة 2009 م. وترأس Gilles Pintiaux البلدية خلال فترة (2008-2014).